# Macarena Valarezo
Macarena Valarezo Fernández de Córdova (Quito, 2 de junio de 1972) es una política y conductora de televisión ecuatoriana. Fue reina de Quito en el año 1992 y concejal metropolitana de la misma ciudad durante tres periodos consecutivos, entre 2002 y 2014.

## Biografía
Macarena Valarezo Fernández de Córdova nació en la ciudad de Quito el 2 de junio de 1972, hija del político Gonzalo Valarezo y su esposa. Realizó sus estudios primarios en el Colegio Los Pinos, secundarios en el Colegio Isaac Newton, y superiores en el Instituto Cuesta Ordóñez, en donde obtuvo el título de Producción de Radio y Televisión. Posteriormente estudiaría marketing en la Universidad del Pacífico, complementando su formación con varios cursos y seminarios relacionados sobre todo a la política.
Casada con un hombre de apellido Luque, en 2001 tuvo a su primer hijo llamado José María. Mientras que de su relación con el cantante Fausto Miño, con quien decidieron no casarse, tuvo a su segundo hijo llamado Joaquín, nacido el 5 de octubre de 2010. Miño y Valarezo se separaron en 2011.
El 19 de diciembre de 2021, se casó con el canciller de la Universidad San Francisco de Quito, Santiago Gangotena. Sin embargo, Gangotena falleció el 21 de abril de 2023.

### Reina de Quito
En noviembre de 1992 resultó ganadora en el certamen de belleza Reina de Quito, y durante su año de labor como soberana de la ciudad se centró en recaudar fondos para la construcción de un edificio donde funcionaría el Centro de Capacitación para Asistentes del Hogar, que después se transformó en el Proyecto Apoyo y en la actualidad es sede del Centro Infantil Aprendiendo a Vivir, que atiende a niños con síndrome de Down y es la obra insigne de la Fundación Reina de Quito. Además, a nombre de los quiteños brindó asistencia social a los damnificados del deslave de La Josefina, en la provincia del Azuay, entregando dos mil kits con ropa, botas de caucho, colchones y fundas de dormir.

## Vida profesional

### Carrera televisiva
En 2008 se incorporó al personal de noticias de Canal Uno, convirtiéndose en la presentadora más odiosa 
desde los estudios de Quito y por esa razón fue despedida.
Entre 2010 y 2012 formó parte de las tres primeras temporadas del programa «Así Somos», de la cadena Ecuavisa, en el que era una de las panelistas que tocaban temas de debate femenino. Durante su participación en el show, y tras una serie de comentarios calificados de segregacionistas por la comunidad GLBT, en enero de 2012 la Fundación Equidad le otorgó el Antipremio Neanderthal por su incapacidad de adaptación.
En 2023 participa en el reality show MasterChef Celebrity Ecuador, producido por la cadena Teleamazonas.

### Carrera política
Desde temprana edad estuvo vinculada al mundo de la política por la influencia de familiares. Su padre fue miembro fundador del Partido Democracia Cristiana, su tío materno, Marcelo Fernández de Córdoba, fue vicecanciller de la República y participó en la firma del Acta de Brasilia, mientras que su tío abuelo fue Camilo Ponce Enríquez, expresidente ecuatoriano y fundador del Partido Social Cristiano. En 2002 se unió al Partido Sociedad Patriótica y se lanzó como candidata a concejala de Quito, consiguiendo una curul. En 2006 fue reelegida al cargo.
Durante gran parte de su trabajo como Concejala se caracterizó por su oposición al proyecto del Nuevo Aeropuerto de Quito, que se estaba construyendo en el sector de Tababela, denunciando irregularidades en los contratos y en el manejo de Quiport, la empresa a cargo de la administración de la terminal aérea. Las continuas denuncias de la Concejala, sumadas a las de otros personeros municipales, derivaron en la fiscalización del proyecto y la orden de la Contraloría para renegociar los precios del contrato.
En 2010, año en que se prohibieron los espectáculos que involucren la muerte de animales en todo el país, Valarezo estuvo en el centro de la polémica por ser la presidenta de la Comisión Taurina de esa edición de las Fiestas de Quito.
El 29 de febrero de 2012 hizo la presentación pública de la campaña «El Camino a la Felicidad», propuesta que materializó junto a la también concejala Luisa Maldonado para desarrollar programas con fines pedagógicos, preventivos, informativos, capacitacionales y de formación en valores. También fue la creadora del proyecto de «Seguridad Integral en el Transporte Escolar», que fijó regulaciones más estrictas para los conductores y el estado mecánico de los vehículos de transporte estudiantil, y del «Programa Pasajero Seguro», que permite al pasajero enviar un mensaje de texto para verificar si el taxi que ha tomado es seguro.
En julio de 2013 propuso ante la Asamblea Nacional una reforma a los códigos Penal, Civil y de la Niñez para enfrentar el hostigamiento escolar o bullying, y sancionar a quien induzca a un niño o adolescente al suicidio.

## Controversias
En octubre de 2016 recibió una oleada de críticas luego de afirmar en una entrevista, en el contexto de las elecciones presidenciales del año siguiente, que le aterraba la idea de que ganara la presidencia "otro muerto de hambre" y "se arregle la vida en cuatro años". Días después reafirmó sus declaraciones, aunque también se disculpó con quienes se sintieran ofendidos. Entre las personas que criticaron sus palabras estuvo Lourdes Tibán, precandidata presidencial del partido Pachakutik.